# Filipe Oliveira
Filipe Vilaça Oliveira (Braga, 27 maggio 1984) è un ex calciatore portoghese, di ruolo centrocampista.

## Carriera

### Club
Viene acquistato in giovane età dal Chelsea, all'epoca allenato da José Mourinho.
Ritorna quindi in patria tra le file del Marítimo, conquistando una maglia nell'Under-21 portoghese.
Dopo una breve parentesi al Leixoes viene acquistato dallo Sporting Braga, dove gioca la Champions e si guadagna le attenzioni del Parma che lo acquista e lo inserisce, il 12 luglio 2010, in uno scambio di terzini con il Torino: Oliveira approda a Torino in prestito con diritto di riscatto, mentre Marco Pisano effettua il percorso inverso.

In granata disputa alcune partite ma delude le attese; Torino e Parma decidono dunque il suo ritorno in Emilia nel mercato invernale. Esordisce con il Parma il 22 maggio in Cagliari-Parma (1-1). La stagione successiva il centrocampista portoghese è ceduto in prestito al Videoton campione d'Ungheria.
In seguito viene riscatto dal club rossoblu, con la cui maglia nel 2014-2015 conquista anche il titolo di Campione d'Ungheria, secondo alloro nella storia del Videoton. Nella stagione successiva disputerà anche la Champions League, fermandosi al terzo turno preliminare per mano del BATE.

## Palmarès

### Club

#### Competizioni nazionali
- Campionato inglese: 1

Chelsea: 2004-2005
- Campionato ungherese: 1

Videoton: 2014-2015